# Rosa Calzecchi Onesti
(Cesare Pavese a proposito della traduzione dell'Odissea di Rosa Calzecchi Onesti)
Rosa Calzecchi Onesti (Milano, 17 maggio 1916 – Milano, 7 agosto 2011) è stata una latinista, grecista e traduttrice italiana.
Nota per le traduzioni, in prosa ritmica, dell'Iliade (1950) e dell'Odissea (1963), pubblicate dalla casa editrice Einaudi, tradusse anche l'Eneide (apparsa inizialmente a Milano presso l'Istituto Editoriale Italiano, poi ripresa da Einaudi), e numerosi altri testi dal greco antico e dal latino.

## Biografia
Di famiglia, per parte paterna, marchigiana (Monterubbiano), nacque a Milano da Maddalena de Filippi e Carlo Calzecchi Onesti, figlio a sua volta di Temistocle Calzecchi Onesti, professore di fisica, un cui ritrovato, il coesore (o coherer), fu utilizzato da Guglielmo Marconi per la sua radio.
A Milano visse fino all'adolescenza e qui frequentò il liceo classico "Giovanni Berchet", dove fu allieva del grecista Mario Untersteiner. Finì le scuole superiori al liceo classico "Luigi Galvani" di Bologna, dove la famiglia aveva seguito il padre sovrintendente di Belle Arti. A Bologna frequentò l'università, laureandosi in lettere con Gino Funaioli nel giugno 1940 con la tesi Sulle varianti della tradizione manoscritta dell'Eneide. Dopo aver iniziato ad insegnare come supplente a Firenze, dove nel frattempo si era trasferita la famiglia, divenne docente di ruolo nel 1943 nel liceo classico "Vincenzo Monti" a Cesena, rimanendovi per dieci anni. Si trasferì poi al liceo classico "Gian Domenico Romagnosi" di Parma e, in seguito, allo stesso "Berchet" di Milano in cui era stata studentessa.
Impegnata nell'ambito dell'associazionismo cattolico, fu a lungo dirigente dell'UCIIM (Unione Cattolica Italiana Insegnanti Medi) e membro del Consiglio Pastorale della Diocesi di Milano. Come rappresentante dell'UCIIM, partecipò a progetti di riforma e sperimentazione scolastica, arrivando ad essere eletta, nel 1977, nel Consiglio Superiore della Pubblica Istruzione e collaborando, in particolare, alla realizzazione di un biennio sperimentale della provincia di Milano, in cui lei stessa insegnò negli ultimi anni del suo lavoro nella scuola superiore. Dopo il 1982 fu docente di latino e greco biblico presso la Facoltà teologica dell'Italia settentrionale.
Morì novantacinquenne nell'estate del 2011. È sepolta a Monterubbiano.

## Opere principali
Le molte pubblicazioni di Rosa Calzecchi Onesti riguardano sia la sua attività di traduttrice che il suo impegno didattico e la sua militanza cattolica, ma il lavoro che le ha dato maggior fama è la traduzione dell'Iliade, realizzata tra il 1948 e il 1950, in collaborazione con Cesare Pavese.
Pavese, nel suo interesse per antropologia e miti, voleva far pubblicare dall'editore Einaudi, di cui era collaboratore, una traduzione del poema omerico che rendesse il più possibile il sapore del testo originale. Si era dapprima rivolto a Mario Untersteiner, di cui aveva letto e con cui aveva discusso la Fisiologia del mito, e Untersteiner gli aveva proposto la sua ex studentessa, allora insegnante a Cesena. Le prove di traduzione della Calzecchi Onesti piacquero a Pavese e iniziò così un lavoro che si protrasse per due anni, attraverso una fitta corrispondenza (i due non si incontrarono mai di persona), in cui ogni particolare della traduzione, dal ritmo del verso alla scelta di come tradurre gli epiteti, dalle strutture sintattiche alla disposizione delle parole, viene accuratamente discusso, attraverso una revisione di Pavese sul lavoro della traduttrice e le controproposte della Calzecchi Onesti, a cui lo scrittore lasciò sempre la decisione ultima.
Quando Pavese si suicidò, il lavoro era terminato ed era già iniziata, con lo stesso metodo, la traduzione dell'Odissea. Nella fase finale del carteggio in alcune lettere il discorso da entrambe le parti andò al di là della traduzione, entrando in commenti sull'opera dello scrittore, in particolare il racconto La casa in collina, in un punto della quale alla Calzecchi Onesti era parso di cogliere un rovello religioso dello scrittore. La risposta di Pavese, scritta poco prima del suo suicidio, venne resa pubblica dalla Calzecchi Onesti solo nel 1964, quando ne inviò una fotocopia a Calvino, che stava curando la pubblicazione dell'epistolario di Pavese e di cui la Calzecchi Onesti aveva apprezzato e stimato La giornata d'uno scrutatore.
Fra le altre pubblicazioni della Calzecchi Onesti ci fu la traduzione dell'Eneide, di parecchi anni posteriore a quelle omeriche per via di una elaborazione piuttosto travagliata, ma che pure approdò infine alle edizioni Einaudi.
Alla collaborazione con la Facoltà di teologia risalgono due manuali per iniziare un adulto alle lingue classiche: Leggo Marco e imparo il greco e Leggo Agostino e imparo il latino.
Merita ricordare anche il suo impegno in alcune traduzioni di sant'Agostino: per le edizioni Corsia dei Servi, L'impegno del credere, via per comprendere (Milano 1963) e Regola per i servi di Dio, maschile e femminile (1965 e 1966), per le Edizioni Patristiche, due opere minori: Matrimonio e verginità e Fede operante (Vicenza, 1966 e 1968). Negli anni settanta Rosa Calzecchi Onesti diede alle stampe antologie di passi dei poemi omerici con Mursia nel 1970 (L'ira di Achille) e con Marietti nel 1974 (L'uomo nel mondo omerico).
La sua ultima traduzione fu quella del bizantino Inno akathistos alla Madre di Dio (Guaraldi, Rimini, 1995). In vecchiaia curò, fra l'altro, la pubblicazione, con note e commenti, della dichiarazione conciliare sull'educazione cristiana: Gravissimum Educationis (Piemme, Casale Monferrato, 1989).

## Fortuna critica
In sede critica è stato proposto un accostamento fra le versioni dei classici greci e latini curate da Rosa Calzecchi Onesti, da una parte, e la traduzione dell'Antologia di Spoon River curata da Fernanda Pivano, dall'altra. Secondo questa lettura la Pivano e la Calzecchi Onesti, entrambe collaboratrici, e la Pivano anche allieva, di Cesare Pavese, avrebbero (per influenza di quest'ultimo) coniato con le loro versioni un linguaggio poetico «deliberatamente modernista», basato su versi lunghi che, nell'accentazione, ricordano, talora, l'endecasillabo sciolto.

## Opere

### Traduzioni
- AA.VV., Antologia patristica sulla verginità, a cura di R. Calzecchi Onesti, 2ª ed., Milano, Edizioni Patristiche, 1969  [1968].
- Agostino, L'impegno del credere, via per comprendere, a cura di R. Calzecchi Onesti, Milano, Corsia dei Servi, 1963.
- Agostino, Regola per i servi di Dio, a cura di R. Calzecchi Onesti, S. Maria di Monte Berico, Edizioni Patristiche, 1965.
- Agostino, Regola per i servi di Dio: redazione al femminile, a cura di R. Calzecchi Onesti, S. Maria di Monte Berico, Edizioni Patristiche, 1966.
- Anonimo, Inno Akathistos alla madre di Dio, a cura di R. Calzecchi Onesti, Rimini, Guaraldi, 1995, ISBN 978-88-80-49030-2.
- R. Calzecchi Onesti (a cura di), De re rustica, vol. 1-13, Roma, Ramo editoriale degli agricoltori, 1947-1948.
- Columella, L'arte dell'agricoltura, a cura di Carlo Carena e R. Calzecchi Onesti, collana I Millenni, Torino, Einaudi, 1977, ISBN 978-88-06-09894-0.
- Omero, Iliade, a cura di Cesare Pavese, collana I Millenni, traduzione di R. Calzecchi Onesti, Torino, Einaudi, 1950.
  -  Omero, Iliade, a cura di R. Calzecchi Onesti, Torino, Einaudi, 2014  [1963], ISBN 978-88-06-21910-9.
- Omero, Odissea, a cura di R. Calzecchi Onesti, Torino, Einaudi, 2014  [1963], ISBN 978-88-06-21942-0.
- Virgilio, Eneide, a cura di R. Calzecchi Onesti, Torino, Einaudi, 2014  [1967], ISBN 978-88-06-22473-8.

### Curatele
- R. Calzecchi Onesti, Sulle varianti della tradizione manoscritta dell’Eneide. Tesi di laurea, relatore Gino Funaioli, Università di Bologna, Facoltà di Lettere e Filosofia, a.a. 1939-1940.
- Virgilio, Eneide, edidit R. Calzecchi Onesti, Milano, Istituto Editoriale Italiano, 1962.
- R. Calzecchi Onesti, Leggo Marco e imparo il greco, Casale Monferrato, Piemme, 1993.
- R. Calzecchi Onesti, Leggo Agostino e imparo il latino, Casale Monferrato, Piemme, 1997.